# Novakid
Novakid ist eine Online-Lernplattform für Englischunterricht mit Sitz in San Francisco, Kalifornien.

## Geschichte
Novakid wurde 2017 von Maxim Azarov und Dmitry Malin gegründet. Das Angebot setzt u. a. auf Gamification und Elemente der virtuellen Realität.
Während der COVID-19-Pandemie gewann die Plattform Nutzer hinzu und sammelte Anfang 2020 rund 1,5 Mio. US-Dollar Seed-Finanzierung ein; im Dezember 2020 folgte eine Series-A-Finanzierung über 4,25 Mio. US-Dollar. 2021 schloss Novakid eine Series-B-Runde über 35 Mio. US-Dollar ab.
2023 erreichte das Unternehmen eigenen Angaben zufolge die Profitabilität. 2024 übernahm Novakid die in Großbritannien ansässige App Lingumi und gründete die neue Einheit „Novakid Junior“ für KI-gestütztes Lernen.

## Plattform
Die Plattform bietet Englischunterricht in einem virtuellen Klassenzimmer an, nutzt Gamification sowie VR-Elemente zur Motivation und verbindet Live-Unterricht mit Vokabel- und Grammatikübungen. 2024 gab das Unternehmen mehr als 70.000 aktive Nutzer an.